# Robert B. Cranston
Robert Bennie Cranston (* 14. Januar 1791 in Newport, Rhode Island; † 27. Januar 1873 ebenda) war ein US-amerikanischer Politiker. Zwischen 1837 und 1843 und nochmals von 1847 bis 1849 vertrat er den ersten Wahlbezirk des Bundesstaates Rhode Island im US-Repräsentantenhaus.

## Werdegang
Robert Cranston besuchte die öffentlichen Schulen seiner Heimat und arbeitete zwischen 1812 und 1815, während des Britisch-Amerikanischen Krieges, als Steuereinnehmer. Zwischen 1818 und 1827 war er Sheriff im Newport County. 1827 wurde er Posthalter in Newport. Als Gegner von Andrew Jackson und dessen Demokratischer Partei wurde Cranston nach der Gründung der Whigs Mitglied dieser neuen Partei. 1836 wurde er als deren Kandidat in das US-Repräsentantenhaus in Washington, D.C. gewählt. Dort trat er am 4. März 1837 die Nachfolge von William Sprague an. Nach zwei Wiederwahlen konnte er sein Mandat im Kongress bis zum 3. März 1843 ausüben. Dann übernahm sein Bruder Henry Y. Cranston seinen Sitz, den er bis 1847 behalten sollte.
In den Jahren 1843 bis 1847 war Robert Cranston Abgeordneter und für ein Jahr auch Präsident im Repräsentantenhaus von Rhode Island. Danach saß er für kurze Zeit im Staatssenat, ehe er nach seinem Sieg bei den Kongresswahlen des Jahres 1846 am 4. März 1847 seinen alten Sitz von seinem Bruder zurückgewinnen konnte. Bis zum 3. März 1849 absolvierte Robert Cranston eine weitere Legislaturperiode im Kongress. Am 9. Juni 1853 wurde er zum Bürgermeister der Stadt Newport gewählt. Noch am gleichen Tag trat er von diesem Amt zurück. Nach der Auflösung der Whig Party wurde Robert Cranston Mitglied der neu gegründeten Republikanischen Partei. Bei den Präsidentschaftswahlen des Jahres 1864 war er einer der republikanischen Wahlmänner, die Präsident Abraham Lincoln offiziell in seine zweite Amtszeit wählten. Danach zog er sich aus der Politik zurück. Robert Cranston starb im Jahr 1873 in seiner Geburtsstadt Newport.